# Elionurus muticus
Elionurus muticus es una especie de planta con flor,  gramínea, de la familia de las poáceas. Es nativa de África, Asia templada: Yemen, y Sudamérica: Guyana, Surinam, Brasil, Bolivia, Argentina, Paraguay y Uruguay.

## Descripción
Es una gramínea perenne que se produce en densos mechones. Las hojas son filiformes, en su mayoría basales, ligeramente aromáticas cuando se aplastan. Las inflorescencias maduran con un típico rizo en una forma de hoz, que muestra las espiguillas cubiertas de pelos largos y plateados. Estos tienen olor a esencia de limón cuando se aplastan.Se considera de baja palatabilidad . Uno de sus nombres vulgares en Argentina es "espartillo".

## Sinonimia
| - Anatherum megapotamicum Spreng. - Andropogon adustus Trin. - Andropogon caespitosus A.Rich. - Andropogon candidus Trin. - Andropogon chlorostachys Trin. - Andropogon dubius K.Koch - Andropogon dubius Kunth - Andropogon latiflorus Nees ex Steud. - Andropogon megapotamicus Spreng. - Andropogon rostratus (Nees) Trin. - Andropogon tenuifolius Steud. - Andropogon thymiodorus (Nees) Steud. - Elionurus adustus (Trin.) Ekman - Elionurus argenteus Nees - Elionurus barbiculmis var. barbiculmis - Elionurus candidus (Trin.) Hack. - Elionurus chevalieri Stapf - Elionurus glaber E.Phillips - Elionurus gobariensis Vanderyst | - Elionurus latiflorus (Nees ex Steud.) Hack. - Elionurus marunguensis J.Duvign. - Elionurus megapotamicus (Spreng.) Herter - Elionurus planifolius Renvoize - Elionurus pretoriensis E. Phillips - Elionurus prostratus Kunth - Elionurus rostratus Burm. - Elionurus thimiodorus Nees - Elionurus tripsacoides Humb. & Bonpl. ex Willd. - Elionurus viridulus Hack. - Elyonurus adustus (Trin.) Ekman - Elyonurus argenteus Nees - Elyonurus candidus (Trin.) Hack. - Elyonurus glaber E. Phillips - Elyonurus latiflorus (Nees ex Steud.) Hack. - Elyonurus megapotamicus (Spreng.) Herter - Elyonurus muticus (Spreng.) Kuntze - Elyonurus planifolius Renvoize - Elyonurus rostratus Nees - Lycurus muticus Spreng. |